# Acanthermia orthogonia
Acanthermia orthogonia är en fjärilsart som beskrevs av Heinrich Benno Möschler 1880. Acanthermia orthogonia ingår i släktet Acanthermia och familjen nattflyn. Inga underarter finns listade i Catalogue of Life.